# Superpuchar Polski w piłce nożnej
Superpuchar Polski (w latach 2006–2009 Superpuchar Ekstraklasy) – trofeum przyznawane zwycięskiej drużynie w meczu rozgrywanym pomiędzy mistrzem Polski oraz zdobywcą Pucharu Polski w danym sezonie (jeżeli ta sama drużyna wywalczyła zarówno mistrzostwo, jak i puchar kraju, to jej przeciwnikiem zostaje finalista Pucharu).
Mecz organizowany z przerwami od 1980 roku (de facto od 1983) przez Polski Związek Piłki Nożnej lub przez Ekstraklasę SA. Spotkanie nie ma regularnej daty. Najczęściej przeprowadzane jest w lipcu, przed inauguracją kolejnych rozgrywek Ekstraklasy, rozpoczynając tym samym sezon piłki nożnej w Polsce. W przypadku remisu po upływie regulaminowego czasu gry od razu zarządzana jest seria rzutów karnych.

## Historia
Pierwszy mecz o Superpuchar Polski planowano rozegrać 22 czerwca 1980 (po zakończeniu sezonu 1979/1980) na warszawskim Stadionie Dziesięciolecia. Prawo wzięcia udziału w nim wywalczyły sobie Szombierki Bytom (ówczesny mistrz Polski) oraz Legia Warszawa (zdobywca krajowego pucharu). Ostatecznie jednak – z nie do końca jasnych dziś powodów – do niego nie doszło. Istnieją dwie nieoficjalne wersje: pierwsza głosi, że wpływ na to miała sytuacja geopolityczna, społeczna i gospodarcza w kraju; druga tłumaczyła odwołanie względami stricte sportowymi. Według kilku czołowych działaczy piłkarskiej centrali – odpowiedzialnej za przeprowadzenie pojedynku – „siła medialna” jednej z drużyn nie dawała podstaw do stworzenia wielkiego widowiska (najprawdopodobniej chodziło wówczas o bytomian).
Podobnie jak w 1980, odwołane zostały też z różnych przyczyn mecze w roku m.in. 1993, 2002 i 2011, natomiast w latach 1981–1982, 1984–1986, 2003, 2005 i 2013 nie były one zaplanowane.

### Pierwszy mecz
Koncepcja Superpucharu powróciła latem 1983. Wykorzystując wolny termin – na tydzień przed startem rozgrywek ligowych – postanowiono w ten właśnie sposób zainaugurować rozpoczynający się sezon. 
Organizacji premierowego meczu superpucharowego podjęli się działacze z Gdańska, bowiem tamtejsza trzecioligowa Lechia półtora miesiąca wcześniej zdobyła Puchar Polski. 30 lipca 1983 na stadionie przy ul. Traugutta miejscowi pokonali 1:0 mistrza kraju, Lecha Poznań, po golu zdobytym przez Jerzego Kruszczyńskiego w 88. minucie.

### Okres współpracy z fundacją Gloria Victis
23 maja 1987, podczas warszawskiego 61. Walnego Zgromadzenia (sprawozdawczego) PZPN, postanowiono – na wniosek Kazimierza Górskiego – corocznie, na tydzień przed inauguracją ligi, rozgrywać mecz o Superpuchar Polski. Wrócono do idei z 1983, wprowadzając jednak pewną nowość. Organizatorem spotkania cały czas pozostawała piłkarska centrala, jednak honorowy patronat nad nim objęła fundacja Gloria Victis, której fundusz miał zasilać dochód z meczu (stąd spotykana – choć nieprawdziwa – nazwa Superpuchar Gloria Victis).
2 sierpnia 1987, na Stadionie Gwardii w Białymstoku, Śląsk Wrocław ograł mistrzowskiego Górnika Zabrze 2:0 (1:0), dzięki dwóm bramkom zdobytym głową przez Dariusza Marciniaka. Trofeum ponownie przypadło zdobywcy krajowego pucharu. Po roku Górnicy stanęli przed kolejną szansą na triumf. 22 lipca 1988, na stadionie w Piotrkowie Trybunalskim, zwyciężyli poznańskiego Lecha 2:1 (1:0). Spotkanie było sędziowane przez Michała Listkiewicza.
8 lipca 1989 swoją szansę wykorzystała stołeczna Legia, wygrywając w Zamościu z Ruchem Chorzów 3:0 (2:0). 9 września 1990, po trzecim podejściu do Superpucharu, pierwsze zwycięstwo świętował poznański Lech – mecz przeciwko Legii sędziował wtedy Michał Listkiewicz, który miesiąc wcześniej pełnił funkcję arbitra liniowego podczas finału Mistrzostw Świata 1990.
24 lipca 1991 we Włocławku pierwszy raz o końcowym wyniku zadecydowała seria rzutów karnych. W tym elemencie lepsi od mistrzowskiego Zagłębia Lubin okazali się piłkarze GKS-u Katowice (3:2, po remisie 1:1 w regulaminowym czasie). 2 sierpnia 1992 na stadionie GOS-u w Lubinie o trofeum walczył drugoligowiec – pierwszy i jedyny raz w dotychczasowej historii. Miedź Legnica nie sprostała jednak Lechowi Poznań, mimo prowadzenia do przerwy 2:0. W drugiej połowie mistrzowie Polski strzelili cztery gole (w ciągu jedenastu minut), nie tracąc przy tym żadnego. 
Afera ostatniej ligowej kolejki sezonu 1992/1993 sprawiła, że pierwotnie zaplanowany na 27 czerwca 1993 w Radomiu Superpuchar został odwołany. Znano wówczas bowiem tylko jednego z uczestników – zdobywcę Pucharu Polski, zespół GKS-u Katowice.
24 lipca 1994, na Stadionie Miejskim w Płocku, Legia Warszawa pokonała Łódzki Klub Sportowy 6:4 (2:1). Jerzy Podbrożny, jako jedyny do tej pory, strzelił wówczas hat tricka. W dodatku po raz pierwszy doszło do sytuacji, że w Superpucharze przeciw mistrzowi nie wystąpił zdobywca Pucharu, tylko jego finalista. Po tym zwycięstwie piłkarze Legii wywalczyli tzw. potrójną koronę (mistrzostwo, Puchar i Superpuchar Polski). Tego osiągnięcia nie powtórzył dotychczas żaden rodzimy klub.
Rok później, 2 września 1995 w Rzeszowie, lepszy od warszawskiej jedenastki okazał się katowicki GKS (1:0). Gospodarzem meczu o Superpuchar w 1996 roku został natomiast Wodzisław Śląski. Pojedynek rozegrano 20 lipca, a spotkał się w nim Widzew Łódź (debiutant) z chorzowskim Ruchem. Po raz pierwszy w meczu nie padły gole, więc niezbędne okazało się przeprowadzenie serii rzutów karnych. Skuteczniejsi w niej okazali się łodzianie, wygrywając 5:4.
3 sierpnia 1997 mecz o Superpuchar Polski został (po raz drugi w dziejach) zorganizowany na obiekcie jednego z uczestników. Tego dnia Stadion Wojska Polskiego był świadkiem starcia warszawsko-łódzkiego – Legia pokonała Widzew 2:1, przegrywając początkowo 0:1. To właśnie tym meczem swoją karierę w Polsce rozpoczął Nigeryjczyk Kenneth Zeigbo (strzelec wyrównującej bramki tuż przed przerwą). Kolejne spotkania o Superpuchar nie miały już takiej oprawy. Wrócono do tradycji przeprowadzania ich na neutralnym terenie, więc by zadbać o frekwencję, PZPN postanowił organizować je w mniejszych ośrodkach.
18 lipca 1998 roku Grodzisk Wielkopolski został najmniejszym miastem, w którym odbył się mecz o Superpuchar Polski. Swój pierwszy triumf świętowała tam Amica Wronki, ogrywając 1:0 ŁKS. Już rok później (22 września 1999 w Ostrowcu Świętokrzyskim) wronczanie zostali pierwszą drużyną, która wywalczyła trofeum dwa razy z rzędu (ponownie 1:0 – tym razem z Wisłą Kraków). Kolejnym dokonaniem Wielkopolan stał się trzeci z rzędu udział w meczu o Superpuchar. 18 lipca 2000 lepsza okazała się jednak Polonia Warszawa, zwyciężając 4:2 (2:0). Pojedynek zorganizowano na obiekcie w Płocku – to pierwsze miasto, które dwukrotnie gościło wspomniane wydarzenie.
W 2000 zakończyła się współpraca między PZPN-em i fundacją Gloria Victis, która przestała być patronem meczu o Superpuchar Polski. Od tego momentu wszelkie obowiązki związane z organizacją spotkania leżały w gestii krajowego związku.

### Po zakończeniu współpracy
15 lipca 2001, na Stadionie Miejskim w Starachowicach, spotkali się piłkarze Wisły Kraków i warszawskiej Polonii. Krakowianie wygrali tamten pojedynek 4:3, przy komplecie publiczności. W 2002 roku spotkanie o Superpuchar nie odbyło się. Wolę i gwarancję jego należytej organizacji dawały co prawda władze Suwałk, ale PZPN miał trudności ze znalezieniem dogodnego terminu, który w międzyczasie kilkakrotnie przekładano. Zatwierdzony wreszcie po licznych dyskusjach 8 września również okazał się „niemożliwy”. 
W 2003 o przeprowadzeniu Superpucharu nie wspominano. Przeważyły względy organizacyjno-finansowe, przerywając tym samym 16-letnią tradycję.

#### Połączenie ze spotkaniem ligowym
3 czerwca 2004 władze Lecha Poznań zaproponowały PZPN-owi, by mecz o Superpuchar Polski połączyć ze spotkaniem ligowym. Przypadkowo sprzyjał temu terminarz Ekstraklasy – zainteresowani (Lech i Wisła Kraków) mieli 11 czerwca 2004 spotkać się na Stadionie Miejskim w Poznaniu w ostatniej, 26. kolejce sezonu 2003/2004. Pomysł uzyskał pozytywną opinię związku. Sam mecz zakończył się remisem 2:2. Choć w 90. minucie rozstrzygnęło się spotkanie ligowe, nadal „trwał” Superpuchar Polski, więc zarządzono serię rzutów karnych. Gospodarze pokazali skuteczność (4:1) i w ciągu półtora tygodnia zdobyli oba osiągalne wówczas pucharowe trofea.
Superpuchar Polski 2005 podzielił los rozgrywki sprzed dwóch lat.

### Superpuchar Ekstraklasy SA
Utworzenie Ekstraklasy SA skłoniło PZPN do przekazania nowemu podmiotowi wszelkich praw do tej imprezy (organizacji, zarządzania, zysków). Władze spółki zdecydowały o reaktywowaniu meczu pod nową nazwą – Superpuchar Ekstraklasy SA. W założeniu miał on stać się imprezą cykliczną, przeprowadzaną corocznie – na tydzień przed inauguracją nowego sezonu ligowego (powrót do koncepcji z 1983 i 1987).
Premierowy mecz Superpucharu w nowej formule został rozegrany 22 lipca 2006 na warszawskim Stadionie Wojska Polskiego, a zmierzyły się w nim Legia oraz Wisła Płock. W derbach Mazowsza lepsi okazali się zdobywcy krajowego pucharu, zwyciężając gospodarza 2:1 (1:0).

#### Odmowa wzięcia udziału w meczu
W kolejnej edycji Superpucharu po raz pierwszy zdarzyło się, że jedna z drużyn odmówiła udziału w spotkaniu. Na cztery dni przed wyznaczoną datą pojedynku zdobywca Pucharu Polski Dyskobolia Grodzisk Wielkopolski przesłała do Ekstraklasy SA pismo, w którym – tłumacząc się kwestiami związanymi z udziałem w Pucharze UEFA – poinformowała o rezygnacji z walki o trofeum. Zgodnie z regulaminem udział w meczu zaproponowano finaliście ówczesnej edycji Pucharu, tj. Koronie Kielce, która również nie wyraziła zainteresowania przystąpieniem do rywalizacji. Organizator zdecydował się wówczas zaprosić finalistę Pucharu Ekstraklasy – GKS Bełchatów (zdobywcą tego pucharu także była wtedy Dyskobolia). Ostatecznie, 22 lipca 2007 na Stadionie GOS-u w Lubinie, w rywalizacji ówczesnego mistrza Polski z wicemistrzem, lepsi okazali się gospodarze, wygrywając 1:0.

### Lata 2011–2013
Z powodu braku przystosowanego obiektu zrezygnowano z pierwotnego terminu meczu pomiędzy Wisłą Kraków (mistrzem Polski) a Legią Warszawa (zdobywcą Pucharu Polski), który miał odbyć się 23 lipca 2011. Postanowiono, że spotkanie zostanie rozegrane w lutym 2012. Opóźnione w czasie widowisko miało być pierwszym meczem na Stadionie Narodowym w Warszawie. UEFA oczekiwała, że na każdym obiekcie budowanym przy okazji Euro 2012 odbędą się co najmniej dwa istotne spotkania, nim zacznie się ten turniej. Policja zakwestionowała gotowość obiektu (chodziło m.in. o problemy z łącznością, brak możliwości efektywnego oddzielenia kibiców obu drużyn), wystąpiło także opóźnienie w układaniu murawy. Planowaną rozgrywkę określano jako „mecz podwyższonego ryzyka”, z racji stosunków między kibicami obu zespołów. 
Kluby oświadczyły, że nie zagrają, bo termin późniejszy niż 11 lutego 2012 kolidował z ich planami. 16 lutego rozpoczęły się pierwsze mecze 1/16 Ligi Europy UEFA, w których obie drużyny brały udział. Sytuację rozstrzygnięto 8 lutego na spotkaniu wojewody mazowieckiego, przedstawicieli Ekstraklasy, Narodowego Centrum Sportu oraz policji – mecz został odwołany.
Ze względu na organizację mistrzostw Europy 2012 Superpuchar Polski, podobnie jak i start sezonu ligowego, przypadał na sierpień (a nie jak dotychczas – lipiec). Jednocześnie nie potrafiono znaleźć obiektu, który mógłby ugościć piłkarzy Legii Warszawa (zdobywcy Pucharu Polski) i Śląska Wrocław (mistrza Polski). Zdecydowano ostatecznie, że mecz odbędzie się 12 sierpnia 2012 na stadionie przy ulicy Łazienkowskiej w Warszawie. Po regulaminowym czasie gry utrzymywał się wynik 1:1; w konsekwencji doszło do rzutów karnych, a w nich lepsi byli wrocławianie (4:2). Na trybunach zjawiło się 5000 widzów. 
Superpuchar w 2013 roku nie odbył się – głównymi przyczynami były: reforma rozgrywek Ekstraklasy, zwiększająca liczbę meczów ligowych w sezonie (wprowadzono wtedy podział na grupę mistrzowską i spadkową) oraz zmiany w Pucharze Polski.

### Lata 2014–2024
W 2014 debiutantem w meczu o Superpuchar Polski został Zawisza Bydgoszcz, zdobywca Pucharu Polski. Zawisza wygrał pojedynek z ówczesnym mistrzem kraju, warszawską Legią, 3:2. Rok później zmierzyły się ze sobą zespoły Lecha Poznań (mistrza Polski) oraz Legii Warszawa. Na stadionie w Poznaniu, niemal przy komplecie publiczności, lepszy okazał się Kolejorz, pokonując stołecznych 3:1. Dla klubu z Wielkopolski było to piąte tego typu trofeum.
W sezonie 2015/2016 po dublet (mistrzostwo i krajowy puchar) sięgnęła Legia Warszawa, dlatego też w starciu o Superpuchar wystąpił finalista Pucharu Polski – Lech Poznań. Podobnie jak przed rokiem zwyciężył Kolejorz; na Stadionie Wojska Polskiego goście triumfowali 4:1. Kolejna edycja gościła nowego debiutanta w tym pojedynku. Arka Gdynia pokonała przy Łazienkowskiej Legię Warszawa w rzutach karnych (1:1, k. 4:3).
Rok 2018 przyniósł powtórkę z poprzedniego sezonu. Gdynianie ponownie wygrali mecz (3:2), a rywalem klubu znad morza ponownie była Legia, dla której był to szósty z rzędu udział w spotkaniu o Superpuchar. W następnej edycji Piast Gliwice (mistrz Polski) spotkał się ze zdobywcą Pucharu, Lechią Gdańsk. Gdańszczanie zwyciężyli 3:1.
Mecz w ramach Superpucharu 2020 pierwotnie miał odbyć się 9 sierpnia 2020, jednak został odwołany, ponieważ u członka sztabu Legii Warszawa ujawniono zakażenie koronawirusem. Ostatecznie do starcia pomiędzy Legią (mistrzem) a Cracovią doszło 9 października 2020 roku. W regulaminowym czasie gry padł wynik bezbramkowy; do wyłonienia zwycięzcy potrzebna była seria rzutów karnych. W niej lepsza okazała się drużyna z Krakowa (5:4), która po raz pierwszy w historii zdobyła to trofeum. 
W edycji 2021 spotkały się zespoły Legii Warszawa (mistrz) i Rakowa Częstochowa (puchar kraju). Po 90 minutach gry utrzymywał się wynik 1:1 – serię rzutów karnych w stosunku 4:3 wygrał Raków. Częstochowski zespół debiutował wówczas w meczu tego rodzaju. Rok później naprzeciw siebie stanęli mistrz Polski Lech Poznań i zdobywca Pucharu Polski, Raków Częstochowa. Częstochowianie wygrali 2:0 i po raz drugi z rzędu zdobyli ten puchar. 
Spotkanie o Superpuchar 2023 zostało rozegrane 15 lipca pomiędzy Rakowem Częstochowa (mistrzem) a Legią Warszawa (zdobywcą pucharu). Warszawianie zwyciężyli po rzutach karnych (0:0, k. 6:5).

#### Zamieszanie wokół Superpucharu Polski 2024
Początkowo PZPN wyznaczył termin meczu pomiędzy mistrzem Polski Jagiellonią Białystok a zdobywcą krajowego pucharu Wisłą Kraków na niedzielę 7 lipca 2024. Ze względu na priorytet rozgrywek międzynarodowych, w których obie drużyny miały wziąć udział, trójstronnie podjęto decyzję o późniejszym wyznaczeniu nowej daty meczu o Superpuchar. 
Dalsze spekulacje na temat terminu wskazywały na możliwość rozegrania spotkania 7 grudnia, jednak prezes Jagiellonii Białystok, Wojciech Pertkiewicz, zdementował tę informację – wskazał, że klub ma zaplanowany mecz ligowy na 8 grudnia. Późniejsze rozmowy między PZPN-em a oboma klubami sugerowały, że mecz może zostać rozegrany w 2025 roku, z możliwą datą w lutym. W toku dyskusji pojawiła się propozycja rozegrania Superpucharu Polski w Miami, USA. Prezes PZPN, Cezary Kulesza, potwierdził, że zaproponowano drużynom możliwość wystąpienia za granicą. 
W styczniu 2025 media nieoficjalnie poinformowały, że Jagiellonia i Wisła porozumiały się co do daty (24 kwietnia w Białymstoku), ale tego nie potwierdzono. W marcu pojawiła się propozycja rozegrania meczu o Superpuchar Polski 2 kwietnia, którą potwierdził trener Jagiellonii Białystok, Adrian Siemieniec. Jednak prezes Wisły Kraków, Jarosław Królewski, stwierdził, że klub nie otrzymał oficjalnej informacji na ten temat ani od Jagiellonii, ani od krajowego związku. Sekretarz generalny PZPN-u, Łukasz Wachowski, poinformował, że federacja dąży do terminu kwietniowego, jednak ostateczna data zależy od dostępności drużyn – zwłaszcza w kontekście rywalizacji Jagiellonii w Lidze Konferencji UEFA. 7 marca PZPN ogłosił, że Superpuchar odbędzie się 2 kwietnia o godzinie 21:00 w Białymstoku.
Wobec sprzeciwu kibiców Wisły (w związku z niemożnością wpuszczenia ich na białostocki obiekt) mecz został przeniesiony na Stadion Narodowy w Warszawie. To z kolei skutkowało protestem fanów Jagiellonii, którzy zbojkotowali widowisko.

## Zwycięzcy i przegrani
| Sezon                   | K | K | T | Zwycięzca             | Wynik        | Finalista                        | Data, miejsce                                                             | Uwagi          |
| Superpuchar Polski      |   |   |   |                       |              |                                  |                                                                           |                |
| 1980                    |   |   |   |                       |              | Szombierki Bytom, Legia Warszawa | 22.06.1980, Stadion Dziesięciolecia, Warszawa                             | odwołano       |
| 1981                    |   |   |   |                       |              |                                  |                                                                           | nie rozgrywano |
| 1982                    |   |   |   |                       |              |                                  |                                                                           | nie rozgrywano |
| 1983                    |   |   | 1 | Lechia Gdańsk         | 1:0          | Lech Poznań                      | 30.07.1983, Stadion Miejski, Gdańsk, 15 000                               |                |
| 1984                    |   |   |   |                       |              |                                  |                                                                           | nie rozgrywano |
| 1985                    |   |   |   |                       |              |                                  |                                                                           | nie rozgrywano |
| 1986                    |   |   |   |                       |              |                                  |                                                                           | nie rozgrywano |
| 1987                    |   |   | 1 | Śląsk Wrocław         | 2:0          | Górnik Zabrze                    | 2.08.1987, Stadion Miejski, Białystok, 12 000                             |                |
| 1988                    |   |   | 1 | Górnik Zabrze         | 2:1          | Lech Poznań                      | 22.07.1988, Stadion Miejski, Piotrków Trybunalski, 8 000                  |                |
| 1989                    |   |   | 1 | Legia Warszawa        | 3:0          | Ruch Chorzów                     | 8.07.1989, Stadion Miejski, Zamość, 11 000                                |                |
| 1990                    |   |   | 1 | Lech Poznań           | 3:1          | Legia Warszawa                   | 9.09.1990, Stadion Miejski, Bydgoszcz, 5 000                              |                |
| 1991                    |   |   | 1 | GKS Katowice          | 1:1 (k. 3:2) | Zagłębie Lubin                   | 24.07.1991, Stadion Miejski, Włocławek, 7 000                             |                |
| 1992                    |   |   | 2 | Lech Poznań           | 4:2          | Miedź Legnica                    | 2.08.1992, Stadion 40-lecia, Lubin, 1 000                                 |                |
| 1993                    |   |   |   |                       |              | Legia Warszawa, GKS Katowice     | 27.06.1993, Stadion Radomiaka, Radom                                      | odwołano       |
| 1994                    |   |   | 2 | Legia Warszawa        | 6:4          | ŁKS Łódź                         | 24.07.1994, Stadion Petrochemii, Płock, 5 000                             |                |
| 1995                    |   |   | 2 | GKS Katowice          | 1:0          | Legia Warszawa                   | 2.09.1995, Stadion Miejski, Rzeszów, 7 500                                |                |
| 1996                    |   |   | 1 | Widzew Łódź           | 0:0 (k. 5:4) | Ruch Chorzów                     | 20.07.1996, Stadion Miejski, Wodzisław Śląski, 5 480                      |                |
| 1997                    |   |   | 3 | Legia Warszawa        | 2:1          | Widzew Łódź                      | 3.08.1997, Stadion Wojska Polskiego, Warszawa, 6 500                      |                |
| 1998                    |   |   | 1 | Amica Wronki          | 1:0          | ŁKS Łódź                         | 18.07.1998, Stadion Miejski, Grodzisk Wielkopolski, 1 500                 |                |
| 1999                    |   |   | 2 | Amica Wronki          | 1:0          | Wisła Kraków                     | 22.09.1999, Stadion Miejski „KSZO”, Ostrowiec Świętokrzyski, 7 000        |                |
| 2000                    |   |   | 1 | Polonia Warszawa      | 4:2          | Amica Wronki                     | 18.07.2000, Stadion Miejski, Płock, 1 500                                 |                |
| 2001                    |   |   | 1 | Wisła Kraków          | 4:3          | Polonia Warszawa                 | 15.07.2001, Stadion Miejski, Starachowice, 8 000                          |                |
| 2002                    |   |   |   |                       |              | Legia Warszawa Wisła Kraków      | 8.09.2002, Stadion Miejski, Suwałki                                       | odwołano       |
| 2003                    |   |   |   |                       |              |                                  |                                                                           | nie rozgrywano |
| 2004                    |   |   | 3 | Lech Poznań           | 2:2 (k. 4:1) | Wisła Kraków                     | 11.06.2004, Stadion Miejski, Poznań, 25 000                               |                |
| 2005                    |   |   |   |                       |              |                                  |                                                                           | nie rozgrywano |
| Superpuchar Ekstraklasy |   |   |   |                       |              |                                  |                                                                           |                |
| 2006                    |   |   | 1 | Wisła Płock           | 2:1          | Legia Warszawa                   | 22.07.2006, Stadion Wojska Polskiego, Warszawa, 8 000                     |                |
| 2007                    |   |   | 1 | Zagłębie Lubin        | 1:0          | GKS Bełchatów                    | 22.07.2007, Stadion GOS, Lubin, 3 000                                     |                |
| 2008                    |   |   | 4 | Legia Warszawa        | 2:1          | Wisła Kraków                     | 20.07.2008, Miejski Stadion Sportowy KSZO, Ostrowiec Świętokrzyski, 4 000 |                |
| 2009                    |   |   | 4 | Lech Poznań           | 1:1 (k. 4:3) | Wisła Kraków                     | 25.07.2009, Dialog Arena, Lubin, 9 000                                    |                |
| Superpuchar Polski      |   |   |   |                       |              |                                  |                                                                           |                |
| 2010                    |   |   | 1 | Jagiellonia Białystok | 1:0          | Lech Poznań                      | 1.08.2010, Stadion im. Kazimierza Górskiego, Płock, 7 000                 |                |
| 2011                    |   |   |   |                       |              | Wisła Kraków, Legia Warszawa     | 11.02.2012, Stadion Narodowy, Warszawa                                    | odwołano       |
| 2012                    |   |   | 2 | Śląsk Wrocław         | 1:1 (k. 4:2) | Legia Warszawa                   | 12.08.2012, Stadion Wojska Polskiego, Warszawa, 5 000                     |                |
| 2013                    |   |   |   |                       |              |                                  |                                                                           | nie rozgrywano |
| 2014                    |   |   | 1 | Zawisza Bydgoszcz     | 3:2          | Legia Warszawa                   | 9.07.2014, Stadion Wojska Polskiego, Warszawa, 11 826                     |                |
| 2015                    |   |   | 5 | Lech Poznań           | 3:1          | Legia Warszawa                   | 10.07.2015, Stadion Miejski, Poznań, 40 088                               |                |
| 2016                    |   |   | 6 | Lech Poznań           | 4:1          | Legia Warszawa                   | 7.07.2016, Stadion Wojska Polskiego, Warszawa, 14 310                     |                |
| 2017                    |   |   | 1 | Arka Gdynia           | 1:1 (k. 4:3) | Legia Warszawa                   | 7.07.2017, Stadion Wojska Polskiego, Warszawa, 26 756                     |                |
| 2018                    |   |   | 2 | Arka Gdynia           | 3:2          | Legia Warszawa                   | 14.07.2018, Stadion Wojska Polskiego, Warszawa, 17 419                    |                |
| 2019                    |   |   | 2 | Lechia Gdańsk         | 3:1          | Piast Gliwice                    | 13.07.2019, Stadion Miejski, Gliwice, 6 791                               |                |
| 2020                    |   |   | 1 | Cracovia              | 0:0 (k. 5:4) | Legia Warszawa                   | 9.10.2020, Stadion Wojska Polskiego, Warszawa, 6 475                      |                |
| 2021                    |   |   | 1 | Raków Częstochowa     | 1:1 (k. 4:3) | Legia Warszawa                   | 17.07.2021, Stadion Wojska Polskiego, Warszawa, 10 870                    |                |
| 2022                    |   |   | 2 | Raków Częstochowa     | 2:0          | Lech Poznań                      | 9.07.2022, Stadion Miejski, Poznań, 15 898                                |                |
| 2023                    |   |   | 5 | Legia Warszawa        | 0:0 (k. 6:5) | Raków Częstochowa                | 15.07.2023, Stadion Miejski, Częstochowa, 5 500                           |                |
| 2024                    |   |   | 2 | Jagiellonia Białystok | 1:0          | Wisła Kraków                     | 2.04.2025, Stadion Narodowy, Warszawa, 10 935                             |                |
| 2025                    |   |   | 6 | Legia Warszawa        | 2:1          | Lech Poznań                      | 13.07.2025, Stadion Miejski, Poznań, 40 368                               |                |

Uwagi:

- wytłuszczono i kursywą – drużyny, które w tym samym roku wywalczyły mistrzostwo i puchar kraju (dublet)
- wytłuszczono – zespoły, które zdobyły mistrzostwo kraju
- kursywą – drużyny, które zdobyły puchar kraju
- podkreślono nazwy zespołów, które zostały finalistami Pucharu Ekstraklasy

## Statystyka

### Klasyfikacja według klubów
W dotychczasowej historii meczów o Superpuchar Polski pojawiły się 22 drużyny. Liderami klasyfikacji są: Lech Poznań i Legia Warszawa, które zdobyły trofeum po sześć razy.
Stan po edycji 2025. 
| Lp. | Klub                  | Zwycięzca | Przegrany      | Zwycięskie mecze                   | Przegrane mecze              |   |    |                                    |                                                                  |
| --- | --------------------- | --------- | -------------- | ---------------------------------- | ---------------------------- | - | -- | ---------------------------------- | ---------------------------------------------------------------- |
| Lp. | Klub                  | 1.        | Legia Warszawa | Zwycięskie mecze                   | Przegrane mecze              | 6 | 11 | 1989, 1994, 1997, 2008, 2023, 2025 | 1990, 1995, 2006, 2012, 2014, 2015, 2016, 2017, 2018, 2020, 2021 |
| 2.  | Lech Poznań           | 6         | 5              | 1990, 1992, 2004, 2009, 2015, 2016 | 1983, 1988, 2010, 2022, 2025 |   |    |                                    |                                                                  |
| 3.  | Amica Wronki          | 2         | 1              | 1998, 1999                         | 2000                         |   |    |                                    |                                                                  |
| 3.  | Raków Częstochowa     | 2         | 1              | 2021, 2022                         | 2023                         |   |    |                                    |                                                                  |
| 5.  | Arka Gdynia           | 2         | 0              | 2017, 2018                         | –                            |   |    |                                    |                                                                  |
| 5.  | GKS Katowice          | 2         | 0              | 1991, 1995                         | –                            |   |    |                                    |                                                                  |
| 5.  | Lechia Gdańsk         | 2         | 0              | 1983, 2019                         | –                            |   |    |                                    |                                                                  |
| 5.  | Śląsk Wrocław         | 2         | 0              | 1987, 2012                         | –                            |   |    |                                    |                                                                  |
| 5.  | Jagiellonia Białystok | 2         | 0              | 2010, 2024                         | –                            |   |    |                                    |                                                                  |
| 10. | Wisła Kraków          | 1         | 5              | 2001                               | 1999, 2004, 2008, 2009, 2024 |   |    |                                    |                                                                  |
| 11. | Górnik Zabrze         | 1         | 1              | 1988                               | 1987                         |   |    |                                    |                                                                  |
| 11. | Polonia Warszawa      | 1         | 1              | 2000                               | 2001                         |   |    |                                    |                                                                  |
| 11. | Widzew Łódź           | 1         | 1              | 1996                               | 1997                         |   |    |                                    |                                                                  |
| 11. | Zagłębie Lubin        | 1         | 1              | 2007                               | 1991                         |   |    |                                    |                                                                  |
| 15. | Cracovia              | 1         | 0              | 2020                               | –                            |   |    |                                    |                                                                  |
| 15. | Wisła Płock           | 1         | 0              | 2006                               | –                            |   |    |                                    |                                                                  |
| 15. | Zawisza Bydgoszcz     | 1         | 0              | 2014                               | –                            |   |    |                                    |                                                                  |
| 18. | ŁKS Łódź              | 0         | 2              | –                                  | 1994, 1998                   |   |    |                                    |                                                                  |
| 18. | Ruch Chorzów          | 0         | 2              | –                                  | 1989, 1996                   |   |    |                                    |                                                                  |
| 20. | GKS Bełchatów         | 0         | 1              | –                                  | 2007                         |   |    |                                    |                                                                  |
| 20. | Miedź Legnica         | 0         | 1              | –                                  | 1992                         |   |    |                                    |                                                                  |
| 20. | Piast Gliwice         | 0         | 1              | –                                  | 2019                         |   |    |                                    |                                                                  |

### Klasyfikacja według miast
Stan po edycji 2025.
| Miasto      | Liczba tytułów | Kluby                                    |
| ----------- | -------------- | ---------------------------------------- |
| Warszawa    | 7              | Legia Warszawa (6), Polonia Warszawa (1) |
| Poznań      | 6              | Lech Poznań (6)                          |
| Częstochowa | 2              | Raków Częstochowa (2)                    |
| Gdańsk      | 2              | Lechia Gdańsk (2)                        |
| Gdynia      | 2              | Arka Gdynia (2)                          |
| Katowice    | 2              | GKS Katowice (2)                         |
| Kraków      | 2              | Cracovia (1), Wisła Kraków (1)           |
| Wrocław     | 2              | Śląsk Wrocław (2)                        |
| Białystok   | 2              | Jagiellonia Białystok (2)                |
| Wronki      | 2              | Amica Wronki (2)                         |
| Bydgoszcz   | 1              | Zawisza Bydgoszcz (1)                    |
| Lubin       | 1              | Zagłębie Lubin (1)                       |
| Łódź        | 1              | Widzew Łódź (1)                          |
| Płock       | 1              | Wisła Płock (1)                          |
| Zabrze      | 1              | Górnik Zabrze (1)                        |

### Klasyfikacja według kwalifikacji
| Tytuł                         | Zwycięstw | Przegranych |
| ----------------------------- | --------- | ----------- |
| Mistrz Polski                 | 11        | 23          |
| Zdobywca Pucharu Polski       | 22        | 12          |
| Finalista Pucharu Polski      | 3         | 1           |
| Finalista Pucharu Ekstraklasy | 0         | 1           |

### Stadiony
| Lp. | Stadion                                                  | Mecze |
| --- | -------------------------------------------------------- | ----- |
| 1.  | Stadion Wojska Polskiego, Warszawa                       | 9     |
| 2.  | Stadion Miejski, Poznań                                  | 4     |
| 3.  | Stadion im. Kazimierza Górskiego, Płock                  | 3     |
| 4.  | Miejski Stadion Sportowy „KSZO”, Ostrowiec Świętokrzyski | 2     |
| 4.  | Stadion GOS, Lubin                                       | 2     |
| 6.  | Dialog Arena, Lubin                                      | 1     |
| 6.  | Stadion Aleja, Wodzisław Śląski                          | 1     |
| 6.  | Stadion Miejski, Białystok                               | 1     |
| 6.  | Stadion Miejski, Bydgoszcz                               | 1     |
| 6.  | Stadion Miejski, Częstochowa                             | 1     |
| 6.  | Stadion Miejski, Gdańsk                                  | 1     |
| 6.  | Stadion Miejski, Grodzisk Wielkopolski                   | 1     |
| 6.  | Stadion Miejski, Piotrków Trybunalski                    | 1     |
| 6.  | Stadion Miejski, Rzeszów                                 | 1     |
| 6.  | Stadion Miejski, Starachowice                            | 1     |
| 6.  | Stadion Miejski, Włocławek                               | 1     |
| 6.  | Stadion Miejski, Zamość                                  | 1     |
| 6.  | Stadion Piasta Gliwice, Gliwice                          | 1     |
| 6.  | Stadion Narodowy, Warszawa                               | 1     |

### Rekordy
- Najwięcej zwycięstw: Lech Poznań, Legia Warszawa (po 6 zwycięstw)
- Najwięcej meczów: Legia Warszawa (17 meczów)
- Najwięcej goli w meczu: 24.07.1994; Legia Warszawa – ŁKS (6:4); 10 goli
- Najlepszy strzelec w historii: Jerzy Podbrożny (4 gole – 3 dla Legii Warszawa, 1 dla Lecha Poznań)
- Najlepszy strzelec w meczu: 24.07.1994; Jerzy Podbrożny; 3 gole
- Największa frekwencja: 13.07.2025; Lech Poznań – Legia Warszawa (1:2) na Stadionie Miejskim w Poznaniu; 40 368 widzów